# Fabryka Samochodów Małolitrażowych
Fabryka Samochodów Małolitrażowych (FSM) – polskie przedsiębiorstwo przemysłu motoryzacyjnego działające w latach 1971–1992 (w latach 1948–1971 jako WSM), obejmujące wytwórnie samochodów w Bielsku-Białej i Tychach. Poza samochodami w różnych filiach produkowano podzespoły samochodowe, rowery (składane i dziecięce).

## Historia

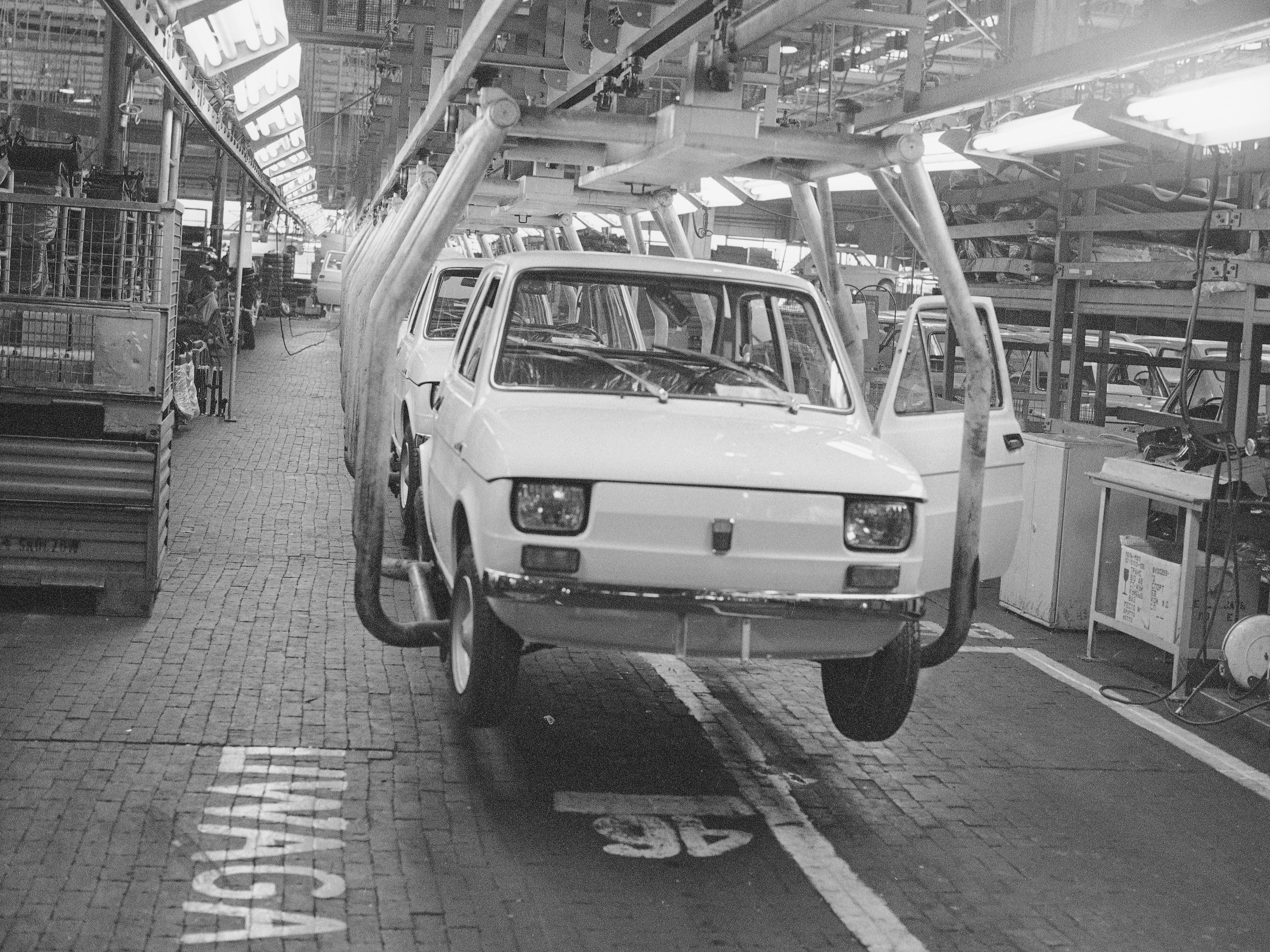
Produkcja „Malucha” w bielskiej FSM w latach 70. XX wieku

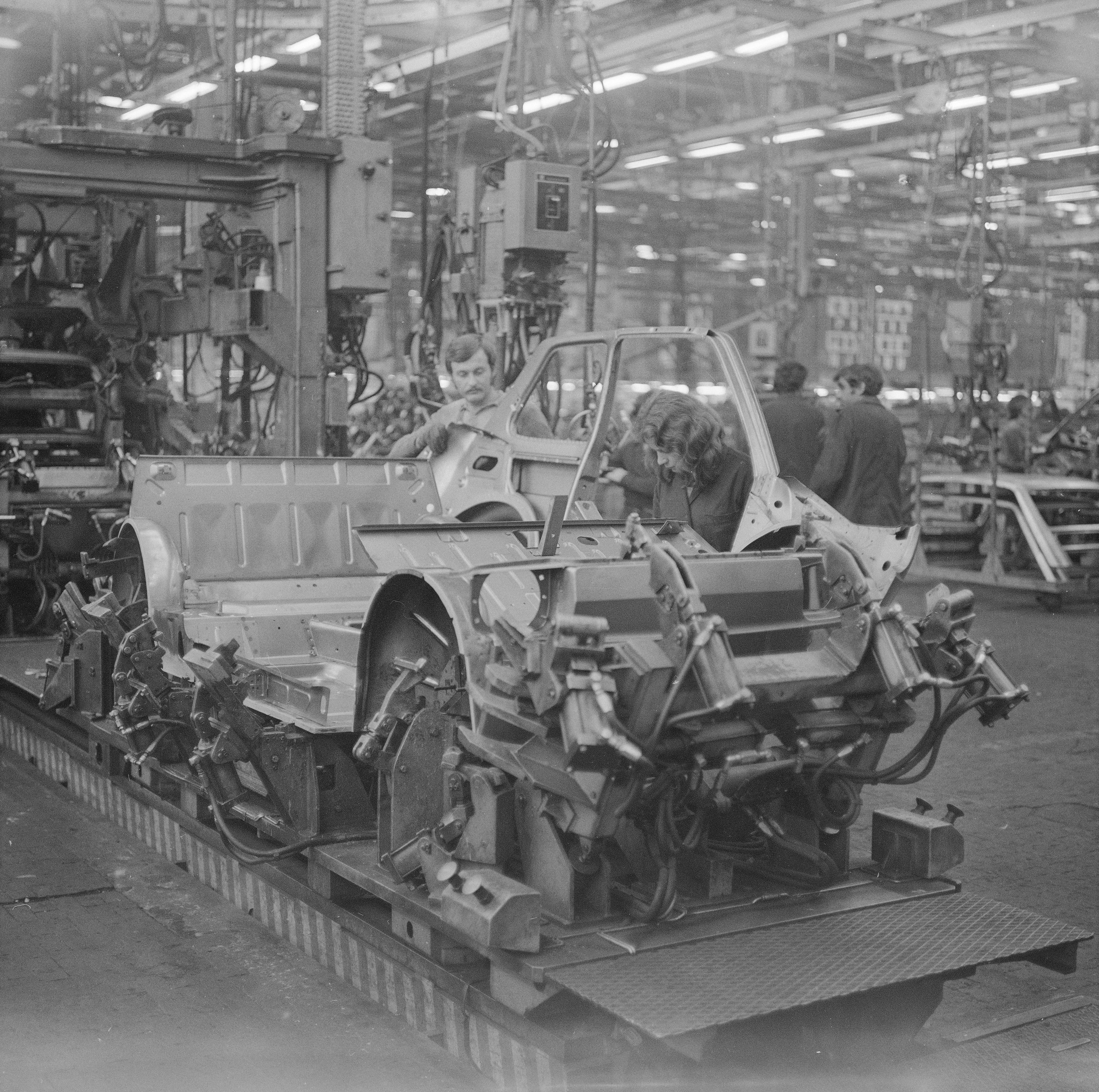
Produkcja „Malucha” w bielskiej FSM w latach 70. XX wieku

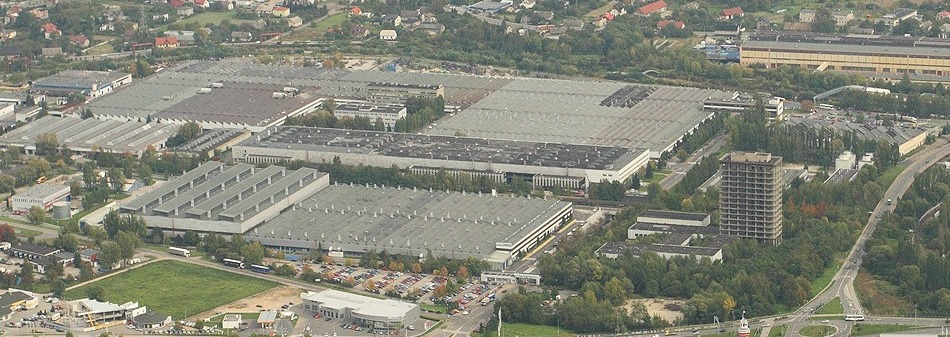
Widok lotniczy byłych zakładów FSM w Bielsku-Białej, od 1992 roku Fiat Auto Poland, a od 2015 roku FCA Poland.

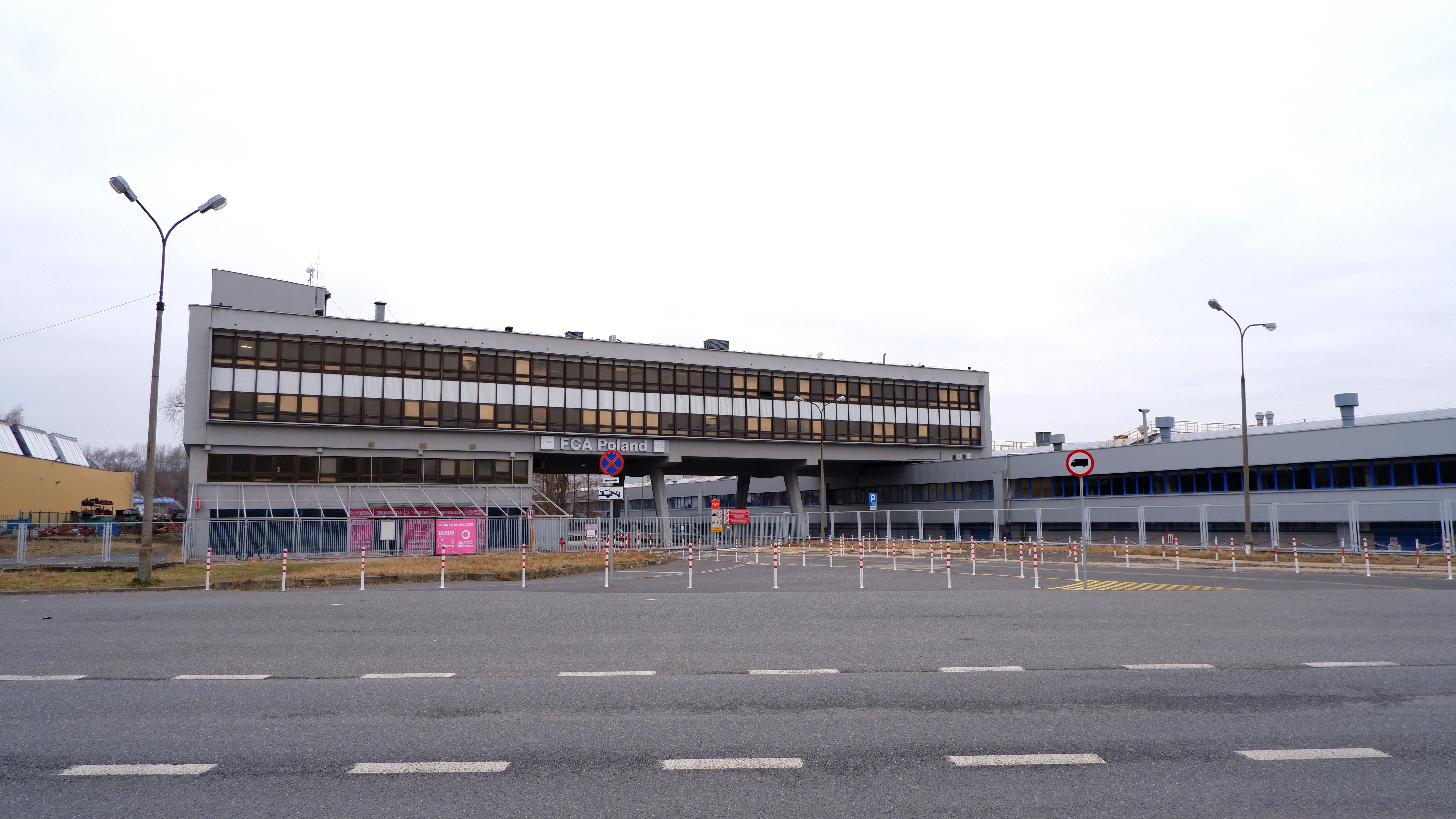
Byłe zakłady FSM w Bielsku-Białej – brama główna

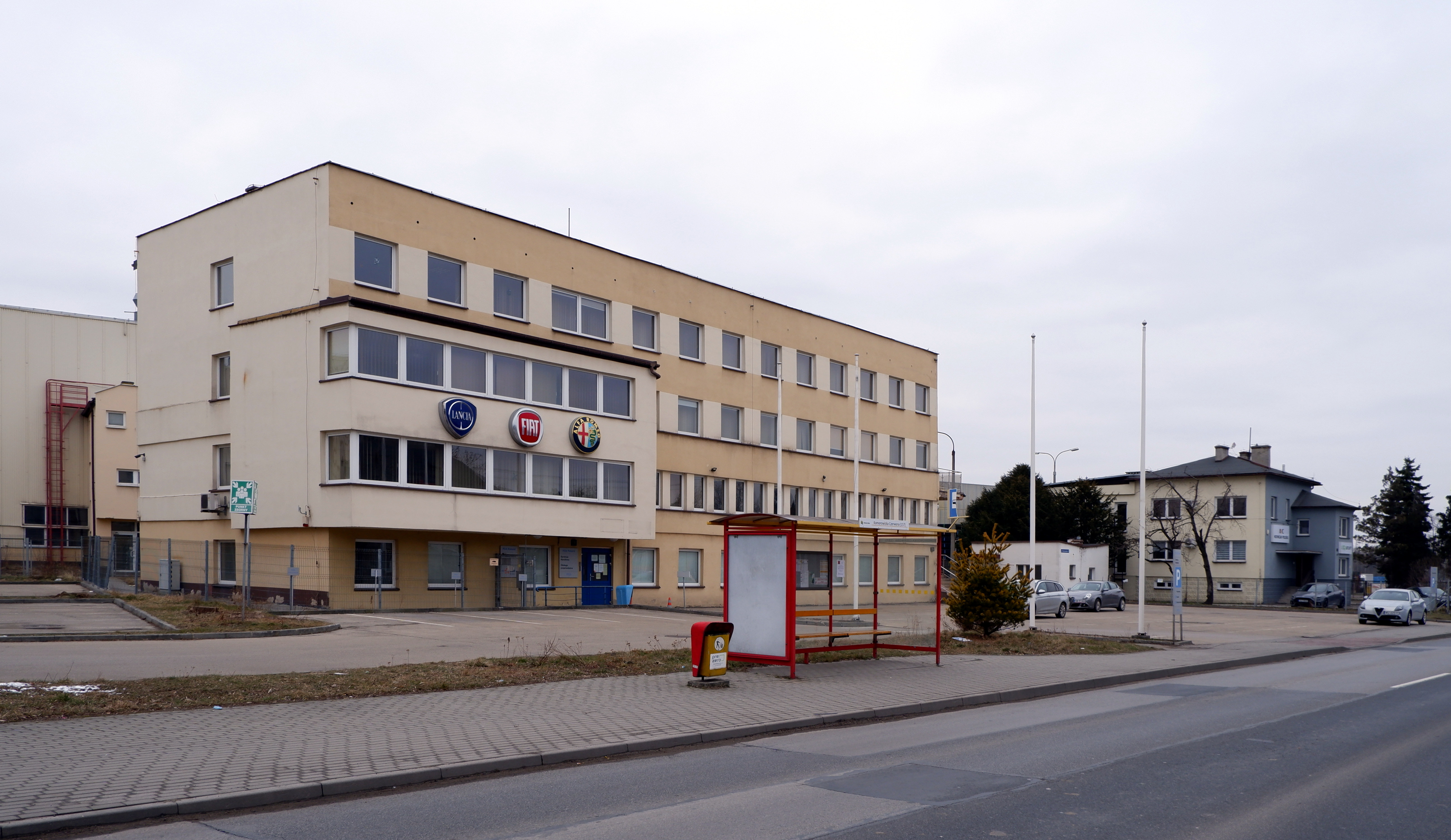
Biurowiec FSM w Bielsku-Białej, ulica Komorowicka

Wytwórnia Sprzętu Mechanicznego „Polmo” w Bielsku-Białej powstała w 1948 roku i zajmowała się produkcją silników do motopomp. Zmodernizowany silnik tego typu zastosowano do napędu samochodu Syrena. Pod koniec lat 60. XX wieku WSM przejęła produkcję kompletnych silników oraz skrzyń biegów (od 1969 roku) i przedniego zawieszenia do Syreny 104. Przejęcie władzy w Polsce przez Edwarda Gierka, który wcześniej był pierwszym sekretarzem KW PZPR w województwie katowickim, stworzyło sprzyjający klimat dla uruchomienia produkcji samochodów w tym regionie.
FSM powstała w 1971 roku z przekształcenia WSM Bielsko, do której włączono wiele zakładów mechanicznych z regionu (np. kuźnie z Ustronia i Skoczowa, w marcu 1971 roku – Skoczowską Odlewnię Żeliwa, Zakłady Sprzętu Motoryzacyjnego „Polmo” w Sosnowcu produkujące osprzęt elektryczny, odlewnię aluminium w Zakładach Mechanicznych w Bielsku, Zakłady Metalowe w Bielsku, zakład „Romet” w Czechowicach-Dziedzicach). Łącznie kombinat FSM skupiał 12 zakładów. Dla produkcji licencyjnego Polskiego Fiata 126p wybudowano nową fabrykę w Tychach (18 września 1975 roku). Część opłat licencyjnych i należności za dostawy urządzeń technologicznych spłacano eksportem silników do produkowanego do 1980 roku we Włoszech Fiata 126.
Pierwszym powstającym w fabryce samochodem była Syrena 104, której montaż szkolny rozpoczął się w październiku 1971 roku, do końca roku zmontowano 117 sztuk. Następny model to Syrena 105, której produkcję przejęto z FSO. Oficjalnie produkcję przeniesiono 21 sierpnia 1972 roku. W 1972 roku wyprodukowano 9002 szt. Syren 104 i 105 (pierwsze Syreny miały logo WSM na masce). Nieco później wprowadzono do produkcji zaprojektowane na miejscu jej odmiany towarowe FSM Syrena R-20 (od 1973 roku) i FSM Syrena Bosto (od 1974 roku). Według danych z 1973 ok. 70% wyrobów gumowych przekazywały do FSM w Bielsku Zakłady Przemysłu Gumowego „Stomil” w Sanoku. W 1974 roku wyprodukowano 39 028 szt. wszystkich wersji Syren. W latach 1975–1980 powstawało ich 35,5–38,0 tys. sztuk rocznie, co przekraczało o około 10 tys. sztuk planowaną zdolność produkcyjną maszyn i urządzeń, powodując ich szybsze zużycie. Produkcja tego modelu i jego odmian użytkowych trwała w Bielsku-Białej do 30 czerwca 1983 roku. Łącznie w FSM wyprodukowano 344 077 sztuk. Po jej zakończeniu produkowano w tym mieście już tylko Polskiego Fiata 126p, a także w Tychach, gdzie od 1987 roku produkowano również przeznaczonego głównie na eksport Polskiego Fiata 126 BIS. Zdolność produkcyjna tego zakładu wzrosła do około 60–70 tys. sztuk rocznie. Produkcja Polskiego Fiata 126 BIS zakończyła się w 1991 roku po uruchomieniu produkcji FSM Cinquecento, także zaprzestano wytwarzać 126p w Tychach i skupiono całą produkcję tego modelu tylko w Bielsku-Białej.
1 grudnia 1990 roku, w ramach komercjalizacji, dotychczasowy kombinat wielozakładowy FSM został przekształcony w spółkę akcyjną. Po sprywatyzowaniu (90% akcji przejął Fiat Auto) 28 maja 1992 roku zmieniono nazwę spółki na Fiat Auto Poland SA. Część zakładów filialnych przejęły przedsiębiorstwa należące do grupy Fiat Auto, tworząc swoje polskie oddziały, takie jak Teksid Poland (odlewy i odkuwki) czy Magneti Marelli Poland (osprzęt elektryczny). Do dziś umowa rządu Jana Olszewskiego z przedsiębiorstwem Fiat jest uważana za wrogą i kontrowersyjną.
W 1994 roku wraz z modernizacją modelu 126p zastąpiono używaną w Polsce i na niektórych rynkach markę „Polski Fiat” marką FIAT.
Dawniej produkowane tam były samochody: FSM Syrena 105 (1972–1983, Bielsko-Biała) i Polski Fiat 126p (1973–1992, Bielsko-Biała i Tychy), a także FSM Cinquecento (1991–1992, Tychy). Produkcję dwóch ostatnich modeli przejęło przedsiębiorstwo Fiat Auto Poland. Markę pierwszego z nich skrócono po modernizacji w 1994 r. z „Polski Fiat” do FIAT, a produkcję kontynuowano do 2000 roku, powstało 3 318 674 sztuk, z czego w Bielsku-Białej – 1 152 325, a w Tychach – 2 166 349. Cinquecento do czasu przejęcia FSM przez Fiata występował pod marką FSM Cinquecento (jednak na masce i kierownicy widniało logo Fiata). Modele dostarczane od 1973 roku do sieci przedsiębiorstwa FIAT były w niej najczęściej sprzedawane pod marką FIAT. W latach 1987–1991 w Tychach powstawał Polski Fiat 126 BIS, powstało 190 361 sztuk.
Maksymalna produkcja w fabryce przekraczała 200 tys. sztuk rocznie. Na przełomie lat 80. i 90. XX wieku spadała ona z powodu starzenia się konstrukcji Polskiego Fiata 126p (1990 – 155 188 szt., 1991 – 111 905 szt.), wygaszania produkcji Polskiego Fiata 126 BIS (1990 – 36 364 szt., 1991 – 11 969 szt.) oraz wdrażania do produkcji licencyjnego FSM / Fiata Cinquecento (1991 – 5614 szt.). Po przejęciu FSM przez FIAT Auto produkcja zaczęła szybko rosnąć do około 300 tys. sztuk rocznie, jednak drastycznie spadało zatrudnienie.
Fabryka Samochodów Małolitrażowych posiadała własny Ośrodek Badawczo-Rozwojowy Samochodów Małolitrażowych BOSMAL. Powstawały w nim różne wersje nadwoziowe i napędowe Polskiego Fiata 126p, m.in. pick-up oraz z przednim napędem. Na początku lat 80. XX wieku powstało w nim 7 egzemplarzy prototypowego modelu FSM Beskid 106. Obecnie BOSMAL jest samodzielną placówką, wykonującą m.in. zlecenia przedsiębiorstwa FCA Poland.
Obok produkcji samochodów w zakładach filialnych powstawały m.in. rowery dziecięce FSM Reksio oraz rowery składane.
W 1992 r. na bazie majątku FSM powołano spółki działające na rynku samochodowym, odlewniczym i komponentów samochodowych, których właścicielami zostali Grupa Fiat i Skarb Państwa.

## Zakłady kombinatu
W drugiej połowie lat siedemdziesiątych w skład kombinatu wchodziły następujące jednostki:
| Nazwa jednostki            | Siedziba             | Wyroby |
| -------------------------- | -------------------- | --- |
| Zakład nr 1                | Bielsko-Biała        | samochody Syrena, samochody Polski Fiat 126p, zespoły napędowe do PF 126p, zawory, odlewy z metali nieżelaznych |
| Zakład nr 2                | Tychy                | samochody Polski Fiat 126p, FSM Cinquecento.                                                                    |
| Zakład nr 3                | Ustroń               | odkuwki stalowe                                                                                                 |
| Zakład nr 4                | Skoczów              | odkuwki stalowe                                                                                                 |
| Zakład nr 5                | Skoczów              | odlewy żeliwne                                                                                                  |
| Zakład nr 6                | Częstochowa-Aniołów  | linki i cięgna do pojazdów dwu i jednośladowych                                                                 |
| Zakład nr 7                | Sosnowiec            | armatura drzwiowa, lampy WAZ, lampy Fiat                                                                        |
| Zakład nr 8                | Czechowice-Dziedzice | rowery, elementy kooperacyjne do samochodów Syrena                                                              |
| Zakład nr 9                | Bielsko-Biała        | obrabiarki, maszyny i urządzenia dla zakładów FSM                                                               |
| Zakład nr 10               | Wapienica            | elementy kooperacyjne do samochodów Syrena, noże do kos, brzytwy                                                |
| Zakład nr 11               | Bielsko-Biała        | prace budowlano-montażowe                                                                                       |
| Zakład nr 12               | Skoczów              | elementy kooperacyjne do samochodów, wyciągarki, wózki paszowe                                                  |
| Pracownia Projektowa       | Bielsko-Biała        | |
| Zakład Transportu          | Bielsko-Biała        | |
| Ośrodek Badawczo-Rozwojowy | Bielsko-Biała        | |

## FSM w filmie
Główny bohater serialu Odlot Rafał Michalski (Artur Barciś) pracuje w FSM, najpierw na ślusarni a następnie tłoczni, zaś jego kolega Bolek Dąbek (Leszek Piskorz) na taśmie.

## Galeria

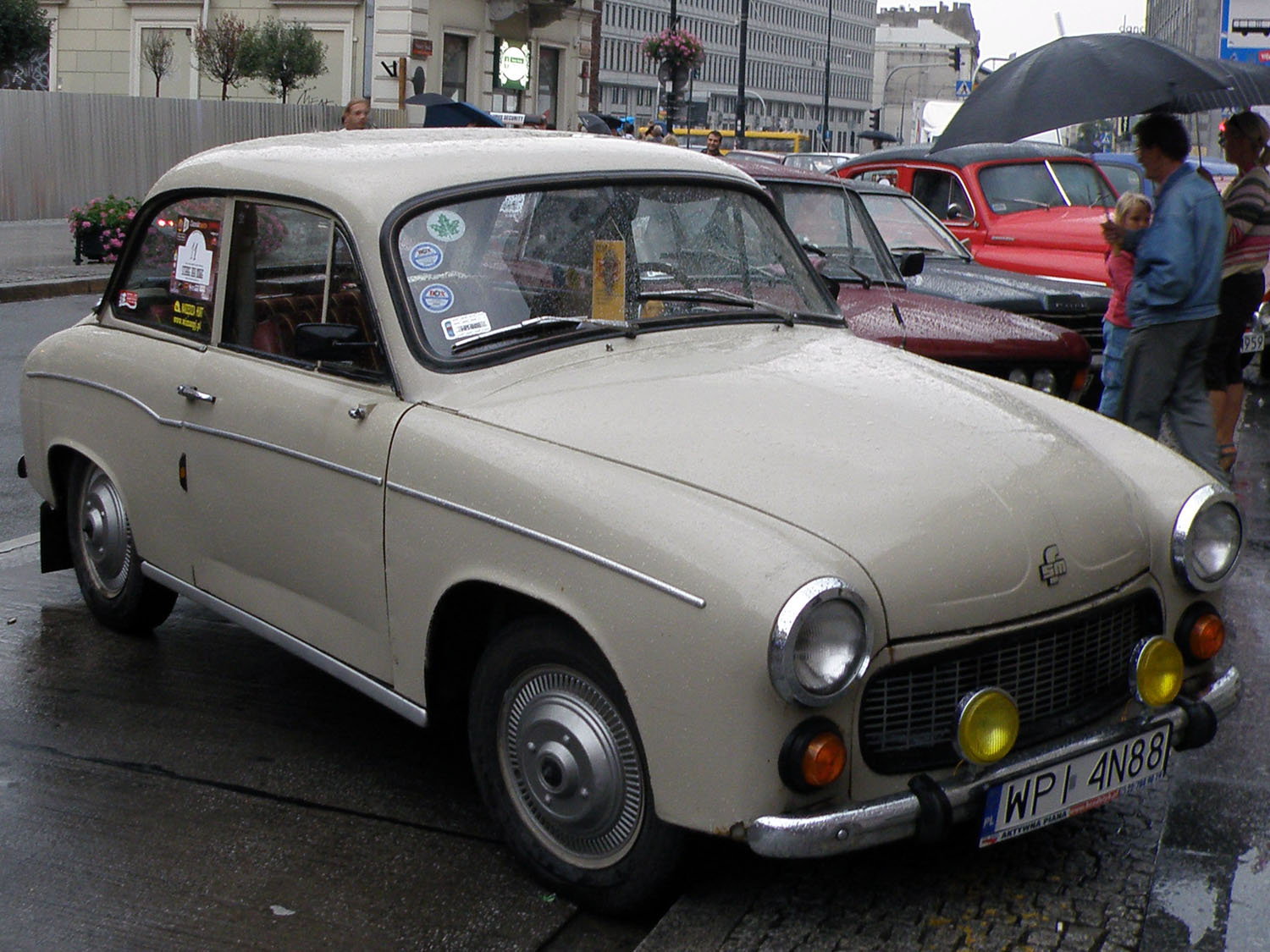
FSM Syrena 105
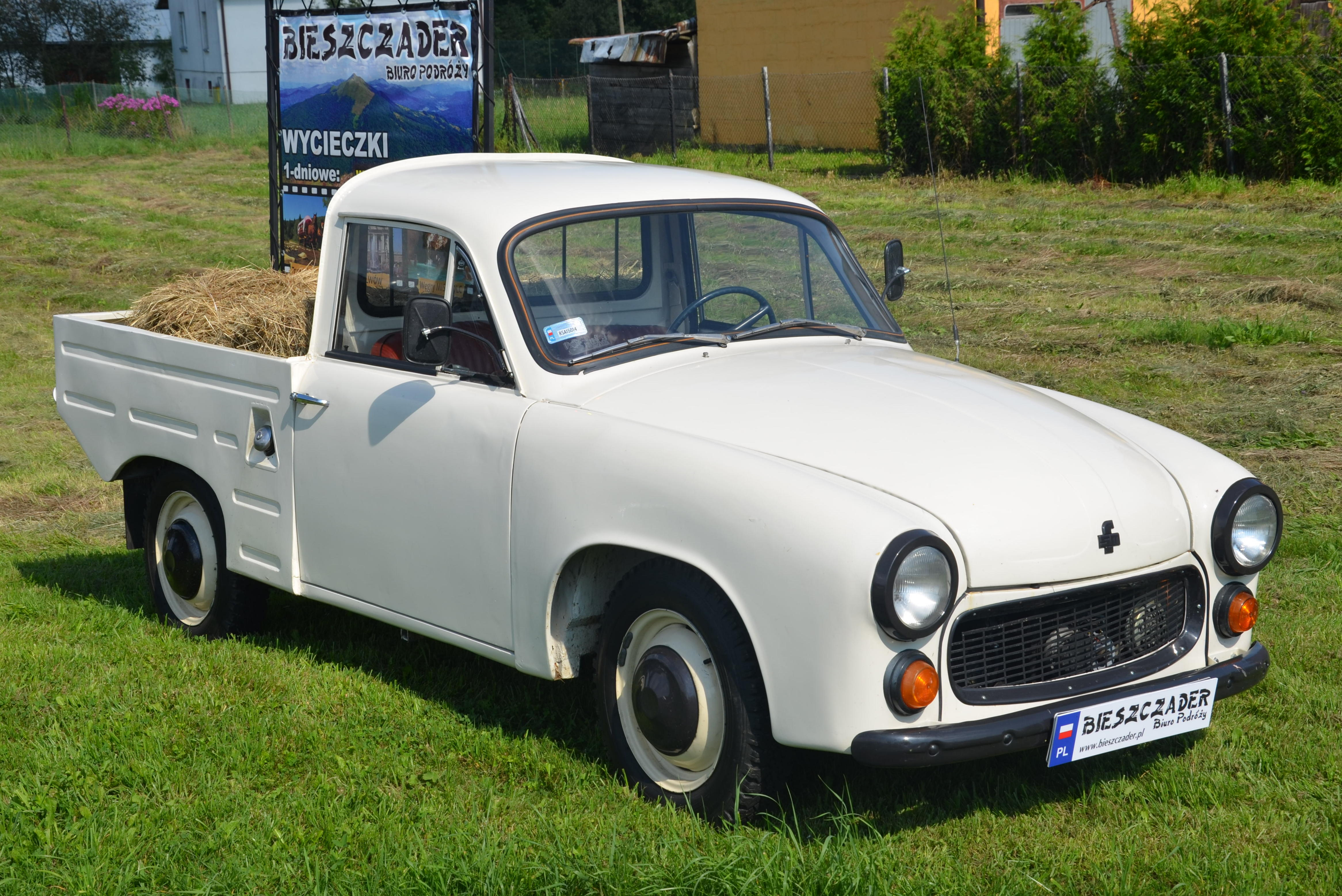
FSM Syrena R-20
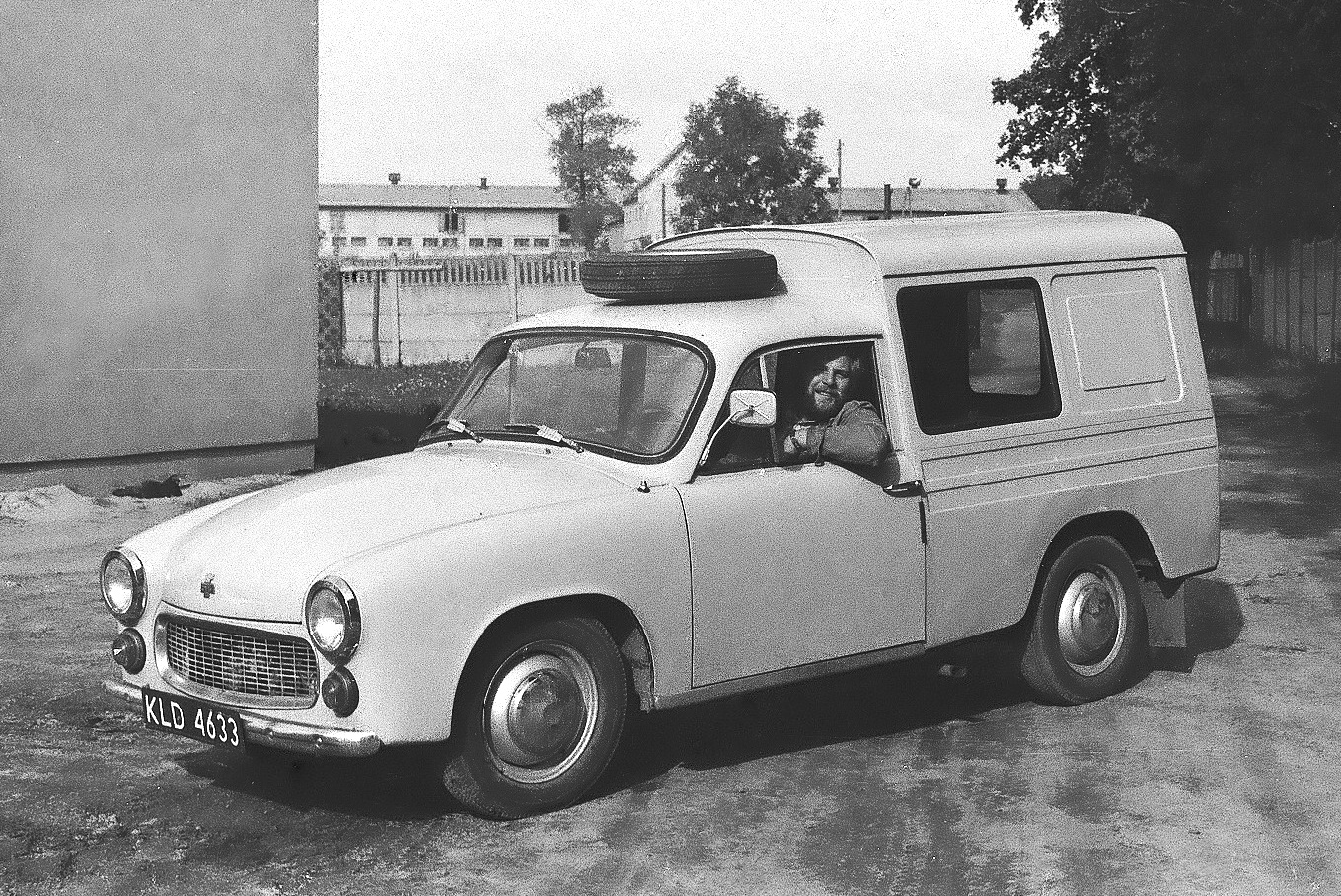
FSM Syrena Bosto
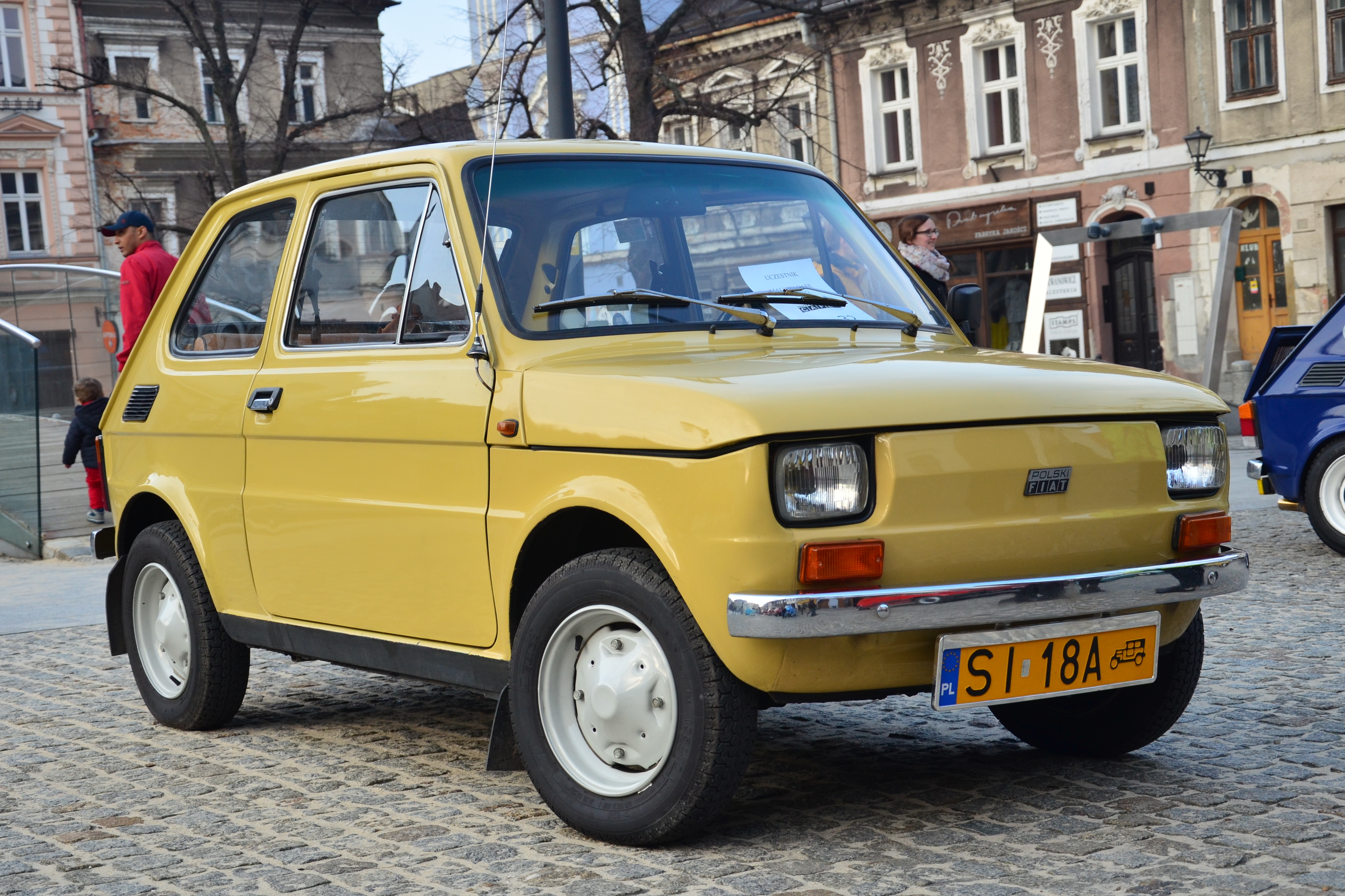
Polski Fiat 126p z lat 70.
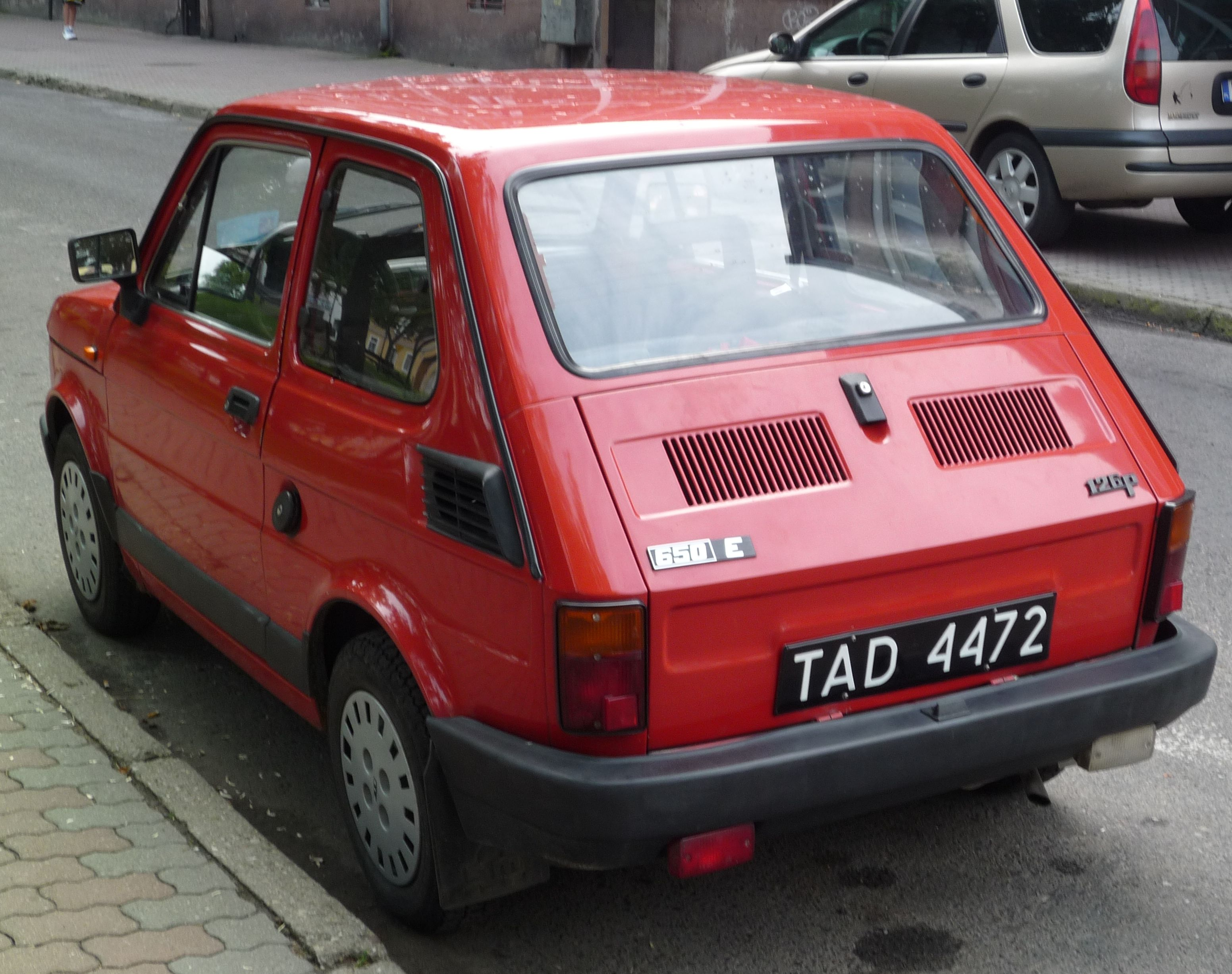
Polski Fiat 126p FL – tył pojazdu
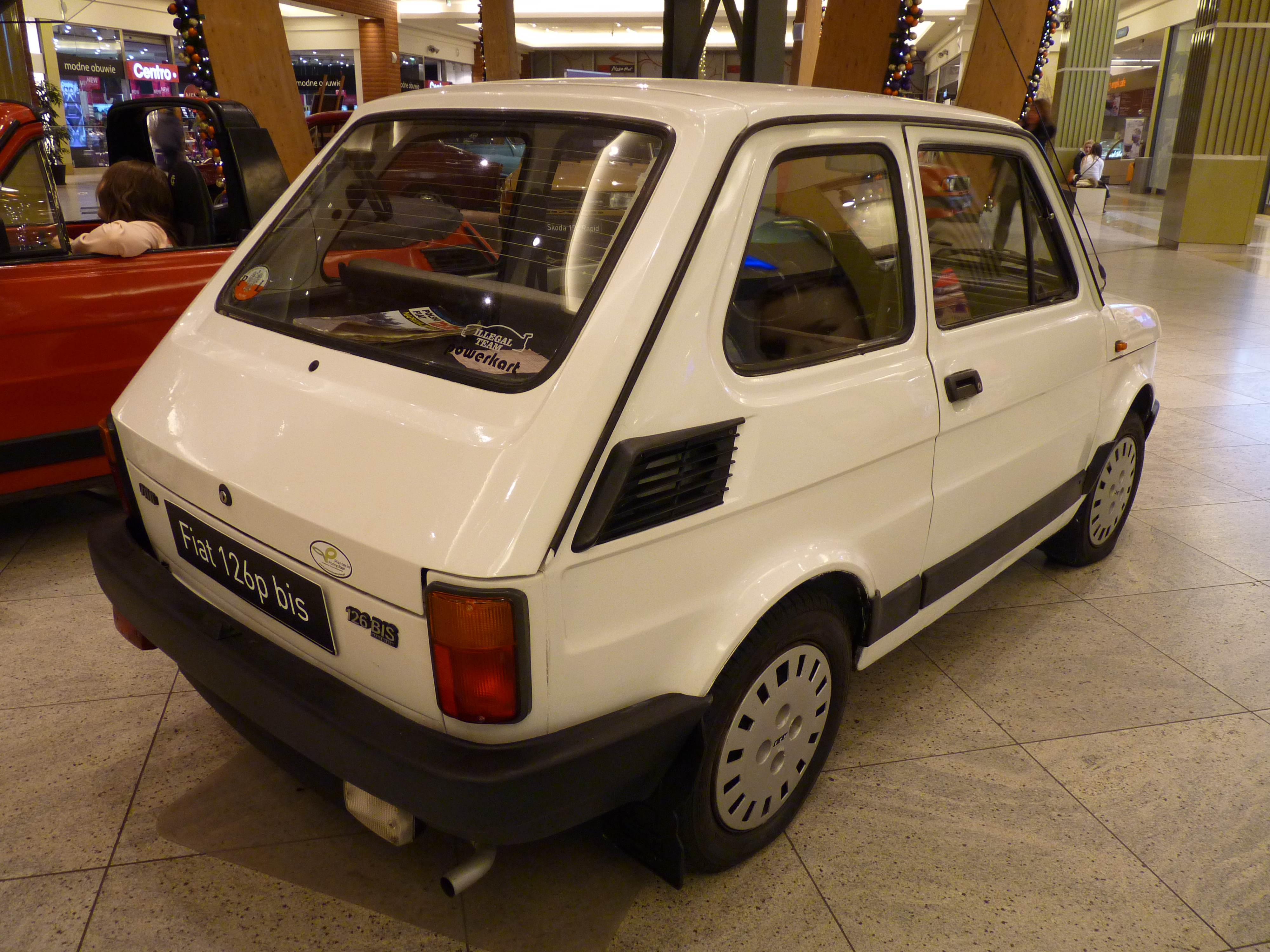
Polski Fiat 126 Bis – tył samochodu
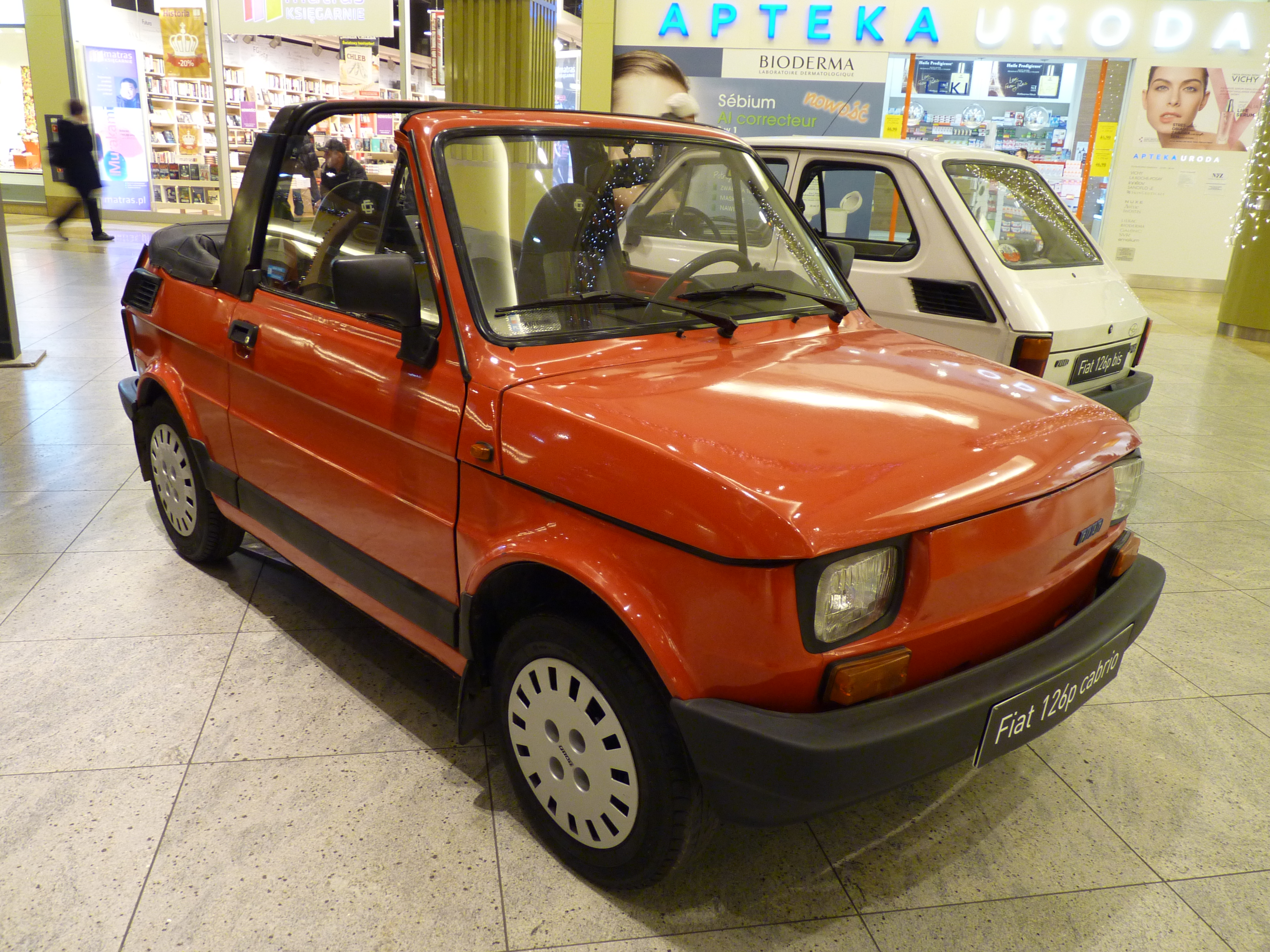
Polski Fiat 126p Cabrio (BOSMAL)
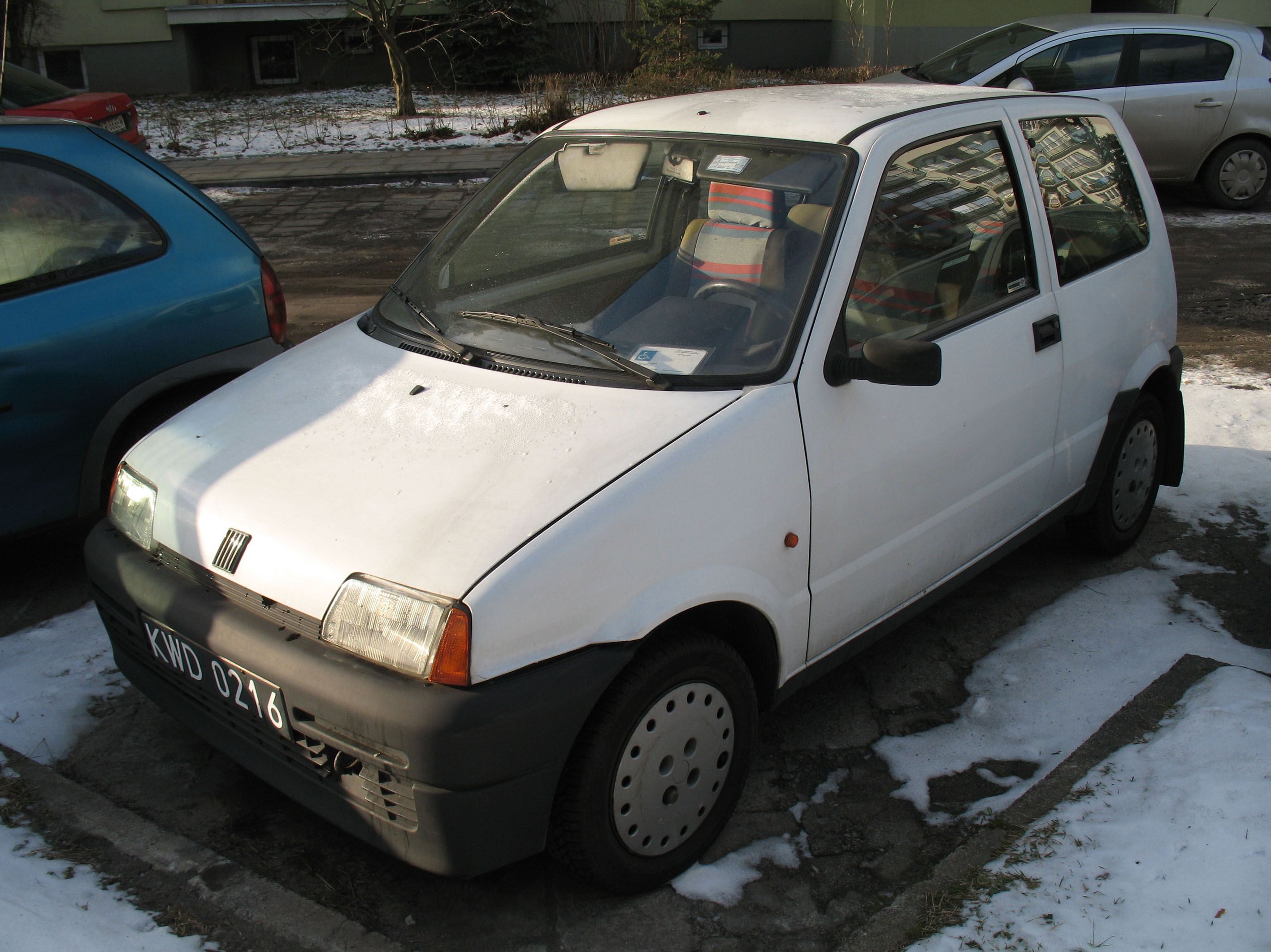
FSM Cinquecento
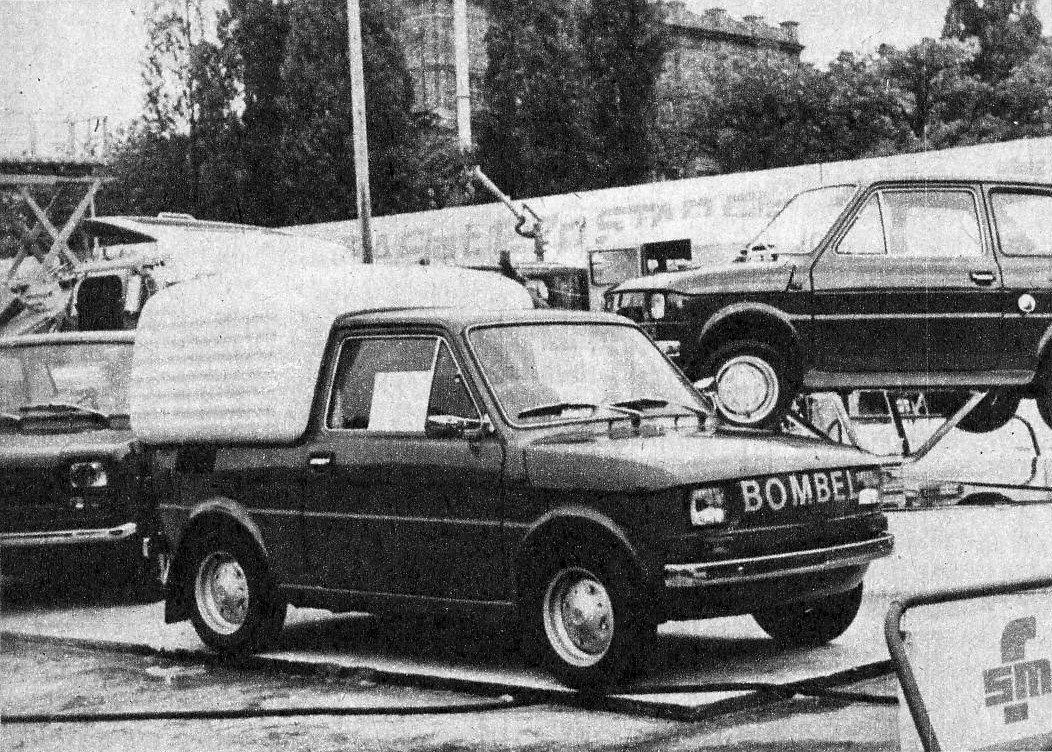
Prototyp Polskiego Fiata 126p Bombel (w wersji pick-up)
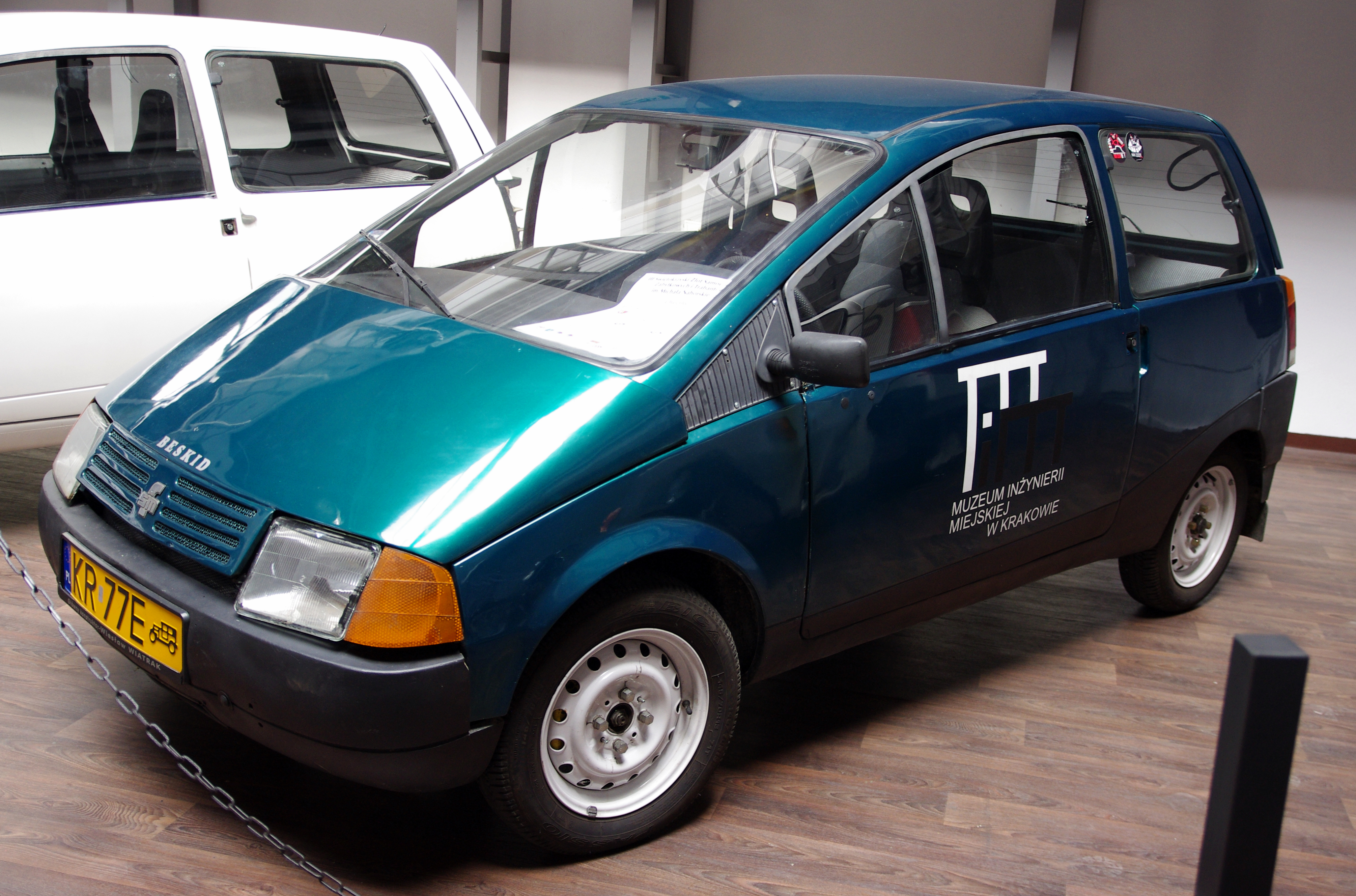
Prototyp FSM Beskid 106
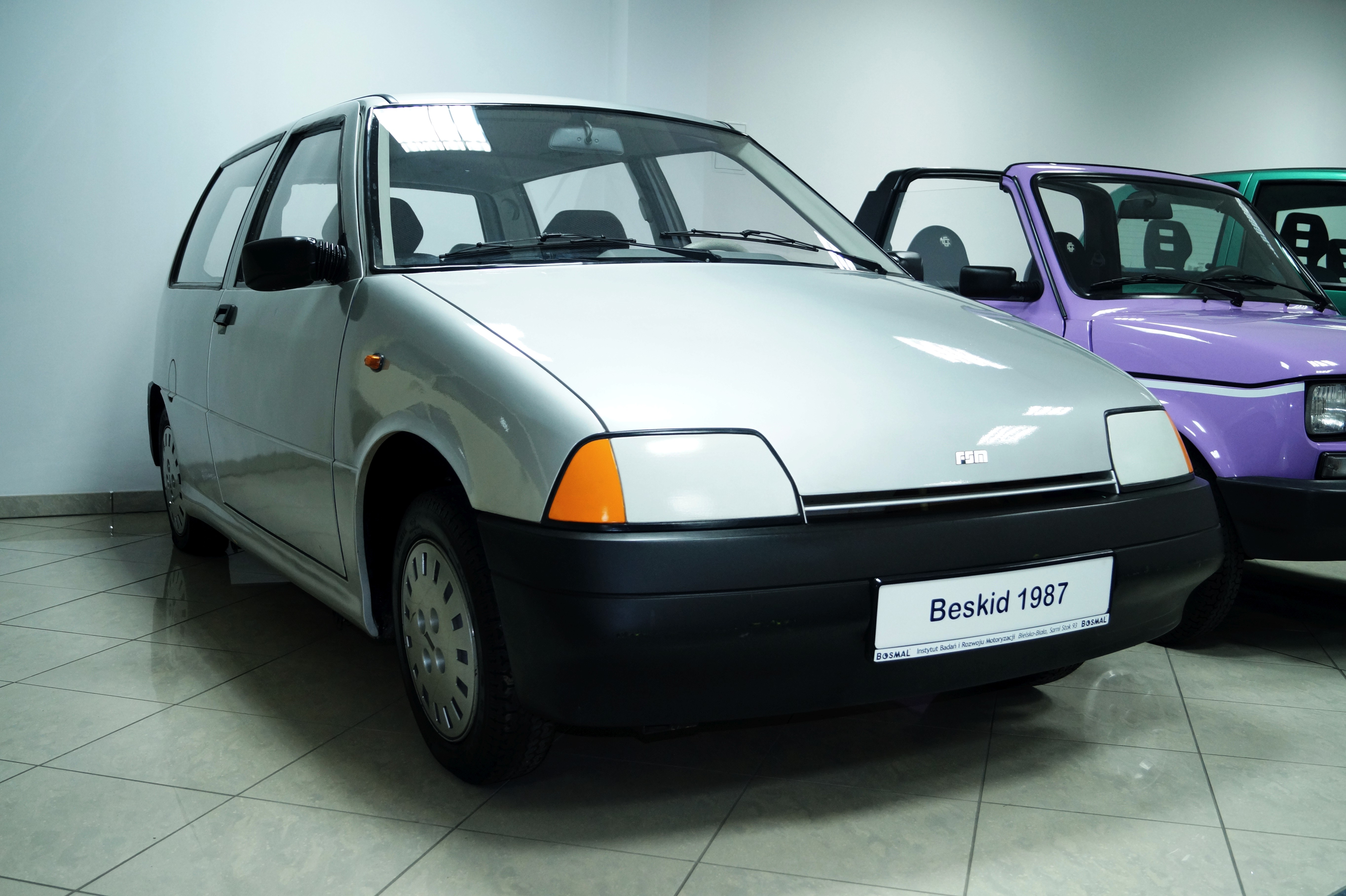
Makieta samochodu FSM Beskid 1760
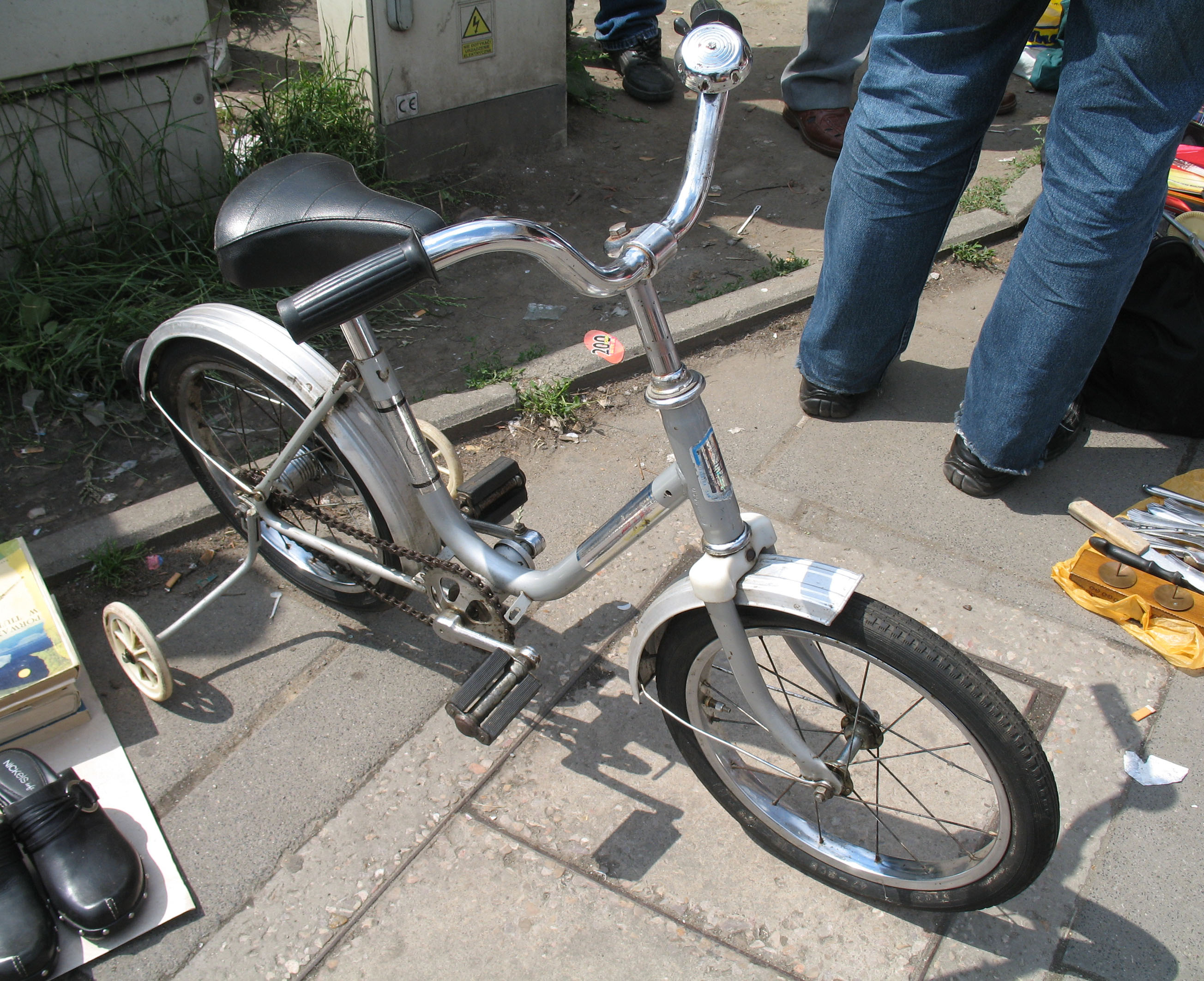
Rower dziecięcy FSM Reksio